# Харченко, Павел Иванович
Павел Иванович Харченко (1903—1971) — советский офицер, участник Великой Отечественной войны, Герой Советского Союза.

## Биография
Родился 12 января 1903 года в селе Петровском Ставропольской губернии, в семье крестьян.
В 1925—1927 года проходил службу в рядах Красной Армии.
В 1928 году вступил в КПСС.
В 1932 году окончил Ставропольскую совпартшколу.
В 1940 году окончил курсы усовершенствования командного состава запаса.
В 1941 году мобилизован в действующую армию, а с июня 1942 года принимает участие в Великой Отечественной войне. На фронте с марта 1943 года.
В ночь на 27 сентября 1943 года взвод автоматчиков 248-го стрелкового полка (31-я стрелковая дивизия, 46-я армия) под командованием лейтенанта Харченко первым в полку переправился на правый берег Днепра в районе села Сошиновка Верхнеднепровского района Днепропетровской области, закрепился и обеспечил переправу других подразделений. Харченко был дважды ранен, поля боя не покинул.
22 февраля 1944 присвоено звание Героя Советского Союза.
В 1945 демобилизован в запас.
После войны вернулся на родину в село Петровское, где работал управляющим Зооветснаба.

## Память
- Дом, в котором родился и жил Харченко П. И., объявлен объектом культурного наследия РФ и охраняется государством.
- В его честь переименована улица на которой он жил.

## Галерея

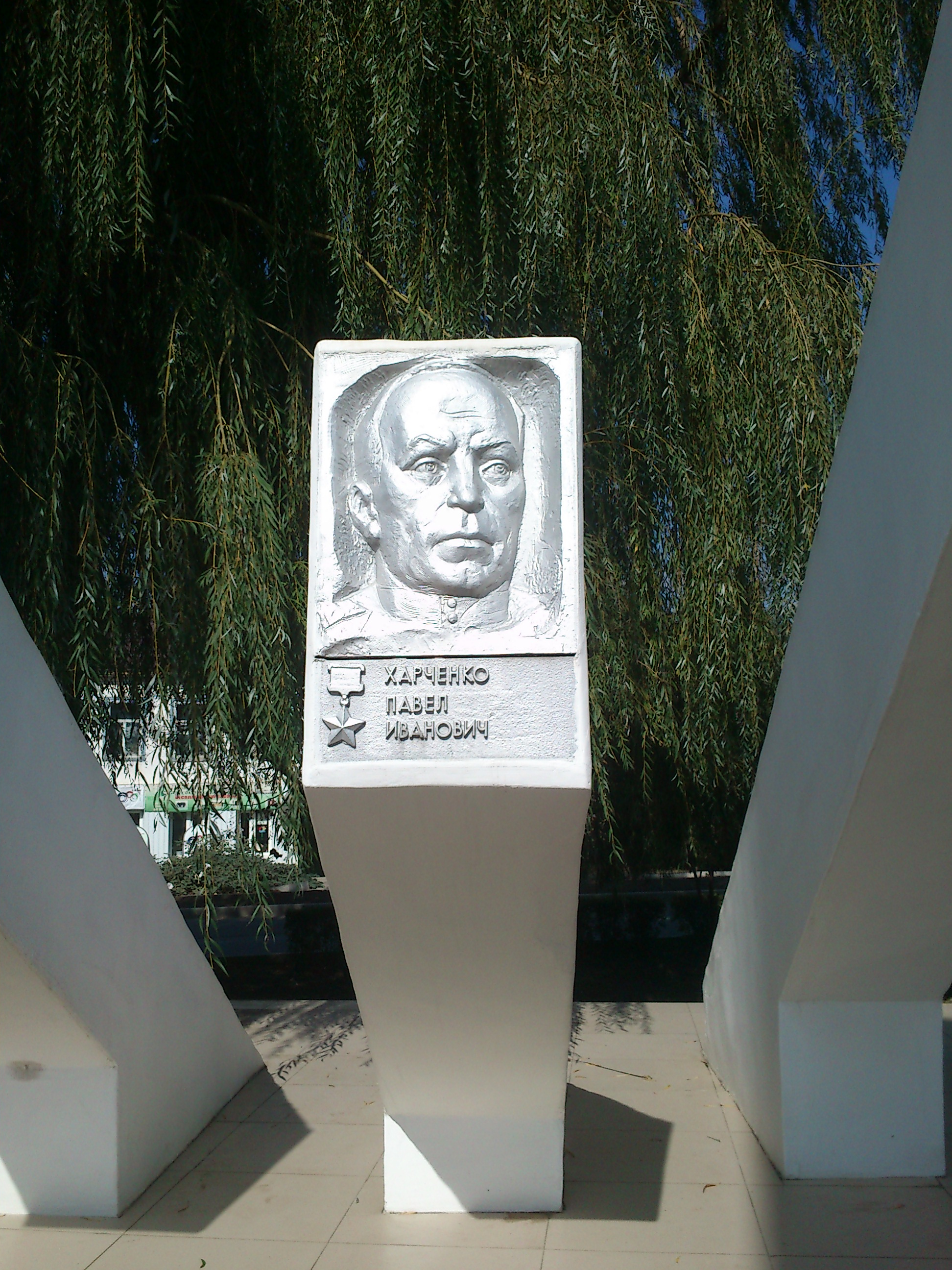
Барельеф на Аллее Славы в Светлограде